# Podor
Podor er en by i det nordlige Senegal, beliggende på Morfiløen på grænsen til Mauretanien. Byen har et indbyggertal (pr. 2007) på cirka 12.000.
- Wikimedia Commons har flere filer relateret til Podor